# Ligita (Vorname)
Ligita ist ein litauischer weiblicher Vorname. Die männliche Form ist Ligitas.

## Personen
- Ligita Žukauskaitė (* 1977), litauische Badmintonspielerin